# Mont Tasman
El mont Tasman (en maorí Horokoau) és el segon cim més alt de Nova Zelanda, amb 3.497 metres i una prominència de 519 metres. Està situat als Alps Neozelandesos, a l'illa del Sud, quatre quilòmetres al nord del veí, i més alt, Aoraki/Mount Cook. El Mont Tasman es troba a la frontera entre el Parc nacional Aoraki/Mount Cook i el de Westland Tai Poutini. És el punt més alt del districte de Westland. Deu el seu nom a Abel Tasman, explorador neerlandès que fou el primer europeou en visitar Nova Zelanda en 1642. Es creu que el nom maorí d'aquesta muntanya fa referència a la dilatació del coll d'un ocell, el corb marí de barbeta roja (Phalacrocorax varius), quan menja ocells.